# Norra Hälsinglands gammelskogar

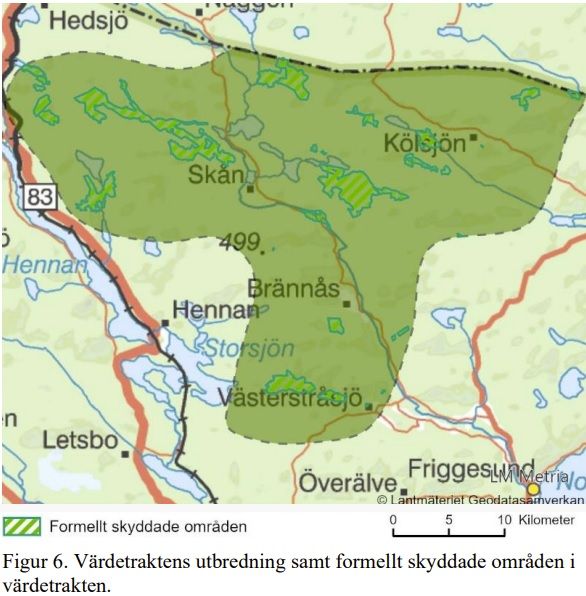

Norra Hälsinglands gammelskogar är Gävleborgs läns mest betydelsefulla värdetrakt enligt Länsstyrelsen.
Värdetrakten Norra Hälsinglands gammelskogar ligger norr om Ljusdal, sträcker sig mellan Ramsjö och Hassela, och gränsar mot Västernorrlands län. Arealen är nästan 100 000 hektar, vilket gör området till länets näst största skogliga värdetrakt. Trakten ligger i ett område som har en historik av att ha varit glest bebott och därmed sparsamt nyttjat. Först i och med dimensionsavverkningarna på slutet av 1800-talet började detta område brukas i större skala.

## Värdetrakt
En värdetrakt är ett utpekat område av Länsstyrelsen där förutsättningarna för biologisk mångfald är högre än i resterande delar av länet. Värdetrakter har högre täthet av naturvärden jämfört med landskapet i övrigt. Stora värdekärnor ökar sannolikheten för ökad biotopmångfald, större och mer kontinuerlig tillgång på viktiga substrat, fler arter och större populationer.

## Sevärdheter
Värdetraktens mest spektakulära sevärdhet är en ännu levande tall som grodde år 1320 och som överlevt 11 bränder. Trädet är över 700 år gammalt och återfinns i Stensjöns naturreservat och är ett av landets äldsta levande träd enligt Länsstyrelsen.

## Naturvärden
Inom denna stora värdetrakt finns många stora och sammanhängande skogsområden med äldre skog som har höga naturvärden. Gemensamt för dessa är att de i stor utsträckning är präglade av återkommande skogsbränder. Bränderna har givit upphov till flerskiktade brandpräglade tallskogar och lövbrännor (ett område med stor andel lövträd, som utvecklats naturligt efter brand). De senaste naturliga skogsbränderna ägde i de flesta fall rum under andra halvan av 1800-talet. Fram till dess brann skogarna naturligt ungefär två gånger vart hundrade år. Skogarnas under lång tid rika inslag av lövträd gör att det finns många platser för hotade arter.

## Naturreservat
Naturreservaten i trakten omfattar sammanlagt nästan 2500 hektar. Merparten av de skyddade områdena har naturvårdsbränning som huvudsaklig skötselinriktning. Se lista nedan på formellt skyddade områden i form av naturreservat och Natura 2000-områden inom värdetrakten Norra Hälsinglands gammelskogar:
| Område                             | Skyddstyp                  | Areal (ha) | Värden |
| ---------------------------------- | -------------------------- | ---------- | --- |
| Basttjärnsrönningens naturreservat | Naturreservat              | 178        | Högproduktiv granskog, sumpskog, bäckar, våtmark. Mycket artrikt. Delvis stormfällt.                                              |
| Bodsjöåns naturreservat            | Naturreservat              | 112        | Gamla barrträd, grova/gamla lövträd. Spridda lågor, torrträd och högstubbar                                                       |
| Brassberget                        | Naturreservat, Natura 2000 | 138        | Länets största kända lövskogsområde. Brandpräglat, stora mängder döda eller döende träd. Intressant växtliv.                      |
| Flotthöljan                        | Naturreservat, Natura 2000 | 108        | Särpräglat lokalklimat på grund av forsarna i området. Artrik kryptogamflora med flera hotade arter.                              |
| Gladbäcken                         | Naturreservat, Natura 2000 | 3          | Källa. 5–10 meter djup ravin. |
| Gröntjärns naturreservat           | Naturreservat, Natura 2000 | 150        | Vattenfylld dödisgrop utan inlopp och utlopp. Vattenståndsvariationer på över 13 meter.                                           |
| Gulliksbergets naturreservat       | Naturreservat              | 38         | Tallnaturskog med höga värden. |
| Hagåsens naturreservat             | Naturreservat, Natura 2000 | 267        | Ett av länets mest opåverkade naturskogsområden. Tallskog av torr ristyp med hög brandfrekvens.                                   |
| Klövbergets naturreservat          | Naturreservat, Natura 2000 | 46         | Olikåldrig ren granskog med hög bonitet. Rik på stormfällningar och granbarkborredödade granar.                                   |
| Lappkullen                         | Naturreservat              | 138        | Talldominerat naturskogsområde, brandpräglat                                                                                      |
| Lomtjärn                           | Naturreservat              | 138        | Urskogsartad tallskog av blåbärsristyp. Rikt inslag av överståndare, torrakor och lågor.                                          |
| Långtjärnsberget                   | Naturreservat              | 517        | Brandpräglade tallskogar med tydlig naturskogskaraktär. Mindre myrar, brandrefugiala granskogar, barrblandskogar                  |
| Måndagsskogarna                    | Naturreservat              | 1863       | Gamla brandpräglade tallnaturskogar samt naturskogar dominerade av gran och löv. Värdefulla, opåverkade våtmarker och vattendrag. |
| Nedre Svartsvedsåsen               | Naturreservat              | 10         | Äldre granskog bitvis med inslag av asp och äldre tall. Rik på stormfällningar och granbarkborredödade granar                     |
| Norra Brassberget                  | Naturreservat              | 141        | Brandpräglad tallskog och lövbränna.                                                                                              |
| Skånbrännan                        | Naturreservat              | 27         | Två mindre skogsområden som brann i juni 2008.                                                                                    |
| Stensjöns naturreservat            | Naturreservat              | 453        | Tallskog av lingonristyp, starkt präglat av bränder. Grova tallar upp mot 550 år gamla, stort inslag av torrakor och lågor.       |
| Övre Svartsvedsåsen                | Naturreservat              | 31         | Äldre granskog bitvis med inslag av asp och äldre tall. Rik på stormfällningar och granbarkborredödade granar.                    |

## Rödlistade arter
Några exempel på registrerade rödlistade arter och signalarter inom värdetrakten Norra Hälsinglands gammelskogar:
| Djur                     | Svampar         | Lavar               | Mossor              | Kärlväxter  |
| ------------------------ | --------------- | ------------------- | ------------------- | ----------- |
| Flodpärlmussla           | Blackticka      | Garnlav             | Aspfjädermossa      | Knärot      |
| Grov tallkapuschongbagge | Doftticka       | Lunglav             | Liten hornflikmossa | Kransrams   |
| Slät tallkapuschongbagge | Finporing       | Skrovellav          | Vedtrappmossa       | Strutbräken |
| Spillkråka               | Gräddporing     | Stiftgelélav        |                     | Torta       |
| Tretåig hackspett        | Gränsticka      | Violettgrå tagellav |                     | Trolldruva  |
|                          | Gul taggsvamp   | Varglav             |                     |             |
|                          | Kandelabersvamp |                     |                     |             |
|                          | Koralltaggsvamp |                     |                     |             |
|                          | Rosenticka      |                     |                     |             |
|                          | Tallticka       |                     |                     |             |
|                          | Ullticka        |                     |                     |             |
|                          | Violgubbe       |                     |                     |             |

## Hotbild och negativa trender
Gammelskogar, dvs skog som är äldre än 120−140 år, är avgörande för många arters möjligheter att överleva. Arealerna med gammelskog har minskat kraftigt i norra Sverige under 1900-talet. Utvecklingen har också gjort att de områden med gammelskog som finns kvar har splittrats i enskilda bestånd som blivit mer och mer isolerade från varandra. Framför allt är det arter med begränsad spridningsförmåga som hotas när gammelskogen på detta sätt fragmenteras.
Ett hot mot naturvärdena i just Norra Hälsinglands gammelskogar är brist på eller otillräcklig miljöhänsyn vid skogsbruksåtgärder. Storskaliga exploateringar såsom vindkraftsparker eller nyanläggning av kraftledningar eller infrastruktur kan också påverka de ekologiska landskapssambanden i värdetrakten enligt Länsstyrelsen Gävleborg.